# طب سنتی چین

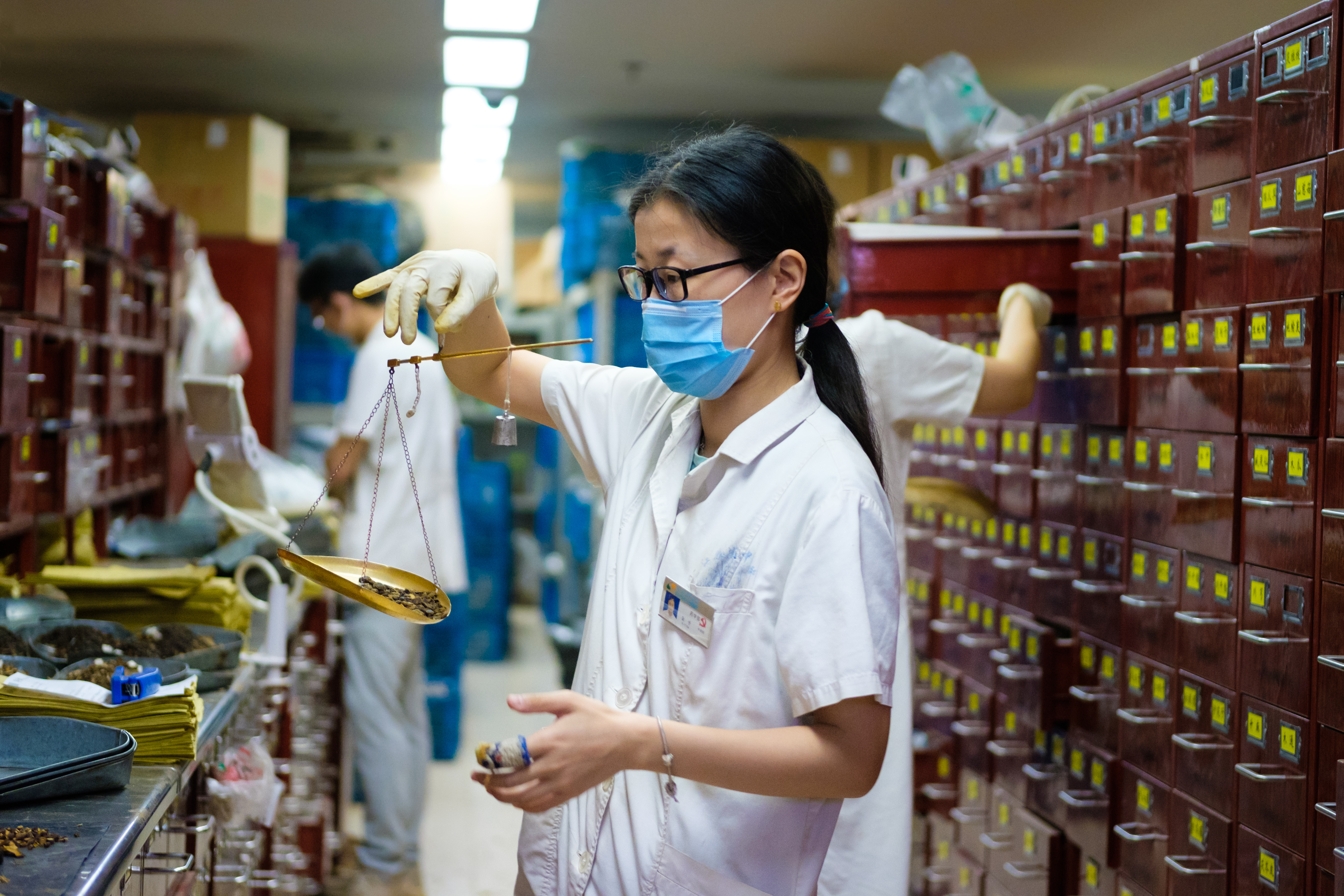
داروساز در حال ترکیب کردن داروی سنتی چین در بیمارستان پزشکی جیانگسو، نانجینگ، چین.

پزشکی سنتی چینی (به چینی: 中医学، به پین‌یین: Zhōngyī xué)، مجموعه‌ای از روش‌های درمانی است که در طول هزاران سال در چین به وجود آمده‌است. پزشکی سنتی چینی، روش‌های پزشکی سنتی ژاپن و کره را نیز دربردارد. این طب مملو از شبه‌علم توصیف شده و اکثر درمان‌هایش فاقد مکانیسم عمل منطقی می‌باشد.
دیدگاه این روش مبتنی بر این مسئله است که فرایندهای بدن انسان به هم وابسته هستند و دائماً با محیط اطراف تعامل دارند؛ بنابراین این روش درمانی، برای پیشگیری، مبارزه و درمان بیماری‌ها به دنبال ناهماهنگی در بدن و محیط اطراف آن می‌گردد.
همچنین این روش بر چند چارچوب فلسفی چون نظریه ژنگ‌فو و نظریهٔ یین‌ینگ (پنج عنصر بنیادی) بناشده‌است. این روش همیشه در یک ساختار علمی فعالیت نمی‌کند ولی بعضی از فعالان این روش‌ها تلاش‌هایی نموده‌اند که آن‌ها را در ساختاری از دانش پزشکی شهودی جای دهند.

## طب گیاهی چینی
طب گیاهی چین یکی از جنبه‌های مهم طب سنتی چین است، که تمرکز آن در بازگرداندن توازن انرژی بدن و روح و روان برای حفظ سلامت به جای درمان یک بیماری خاص یا شرایط طبی است.
از آنجا که داروهای گیاهی چینی مورد استفاده‌های زیادی قرار می‌گیرند و توسط پزشکان برای استفاده‌های مختلف توصیه می‌شوند، با این تفاسیر، اظهار نظر کلی در طب چینی کار مشکلی ست. برخی از گیاهان یا عصاره‌ها هنگامی که با علاج‌های اصلی ترکیب می‌شوند، نقش مهمی در پیشگیری از سرطان و درمان آن و همچین درمان سایر بیماری‌ها دارند. با این حال، تحقیق بیشتری لازم است تا روی اثر بخشی این مواد منحصربه‌فرد انجام داد.

### گیاه‌درمانی
طب گیاهی چینی بر اساس تفکر برخی‌ها ریشه در مفاهیم غربی ندارد. بیماری‌های انسان همگی ناشی از پیشگیری‌های پایه‌ای می‌باشد؛ پزشکان در حال تلاش برای درمان و جلوگیری از عدم تعادل، از جمله بیماری‌های سرطان و دیگر بیماری‌ها، با ترکیب پیچیده‌ای از گیاهان داروئی، مواد معدنی و عصارهٔ گیاهان هستند. طب گیاهی چینی با استفاده از گیاهانی نظیر قارچ گانودرما  (به انگلیسی: ganoderma)، آسترانگالوس (به انگلیسی: astragalus)، جینکو (به انگلیسی: ginkgo)، جِنسِنگ (به انگلیسی: ginseng)، چای سبز و الِئوتِرو (به انگلیسی: eleuthero) (که همچنین به عنوان سیبریان (به انگلیسی: siberian) نیز شناخته می‌شود) در ترکیب‌های مختلف، در صدد بازگرداندن تعادل و توازن به بدن می‌باشد. این ترکیبات گیاهی برای پیشگیری و درمان اختلالات هورمونی، عفونت‌ها، اختلالات تنفسی و تعداد زیادی از بیماری مؤثر هستند. برخی از پزشکان ادعا می‌کنند گیاهان قدرت پیشگیری و درمان بسیاری از انواع سرطان را دارند.
بسیاری از داروهای چینی ادعای درمان سرطان را نمی‌کنند. آن‌ها با استفاده از گیاهان دارویی و درمان ریشه‌های اصلی مانند اشعه درمانی و شیمی درمانی توسط آنکولوژیست (به انگلیسی: oncologists)، تجویز می‌شوند. آن‌ها ادعا می‌کنند که درمان‌های گیاهی، به کاهش عوارض جانبی معالجه استاندارد سرطان، کنترل درد، بهبود کیفیت زندگی و تقویت سیستم ایمنی بدن کمک می‌کند و در برخی موارد باعث توقف رشد و گسترش تومور می‌شود.
یکی از اهداف و جنبه‌های طب گیاهی چینی برای بازگرداندن یا تقویت ایمنی و مقاومت به بیماری می‌باشد. درمان‌های انجام شده با این اسم نامیده می‌شوند: فو ژنگ (به انگلیسی: Fu Zheng) یا فو ژن (به انگلیسی: Fu Zhen) و به عنوان مکمل درمانی در نظر گرفته شده که برای کاهش عوارض جانبی ریشه‌های اصلی معالجه سرطان مورد استفاده قرار می‌گیرد.

### داروهای گیاهی
در چین، بیش از ۳٬۲۰۰ گیاه و ۳۰۰ عصاره مواد معدنی و حیوانی در بیش از ۴۰۰ فرمول مختلف مورد استفاده قرار می‌گیرد. فرمول‌های گیاهی ممکن است برای ۴ تا ۱۲ مواد مختلف باشد، این مواد می‌تواند در شکل چای، پودر، قرص، تِنتور (عصاره‌های الکلی از گیاهان)، یا شربت تهیه شوند.
طب گیاهی چینی معمولاً از تعدادی گیاه داروئی و عصاره مواد معدنی و حیوانی ساخته شده‌است. به‌طور معمول ۱ یا ۲ گیاه را شامل می‌شوند که گفته می‌شود بیشترین تأثیر را بر روی مشکلات حین معالجه دارد. سایر ترکیبات در فرمول برای درمان جنبه‌های جزئی مشکل و هدایت فرمول به بخش‌های خاصی از بدن ساخته شده‌اند.
با افزایش محبوبیت طب گیاهی، بسیاری از گیاهان چینی در حال حاضر به صورت جداگانه و در فرمول‌ها فروخته می‌شوند. در ایالات متحده، گیاهان و فرمول‌های گیاهی چینی اغلب در فروشگاه‌های مواد غذایی بهداشتی، داروخانه‌ها، و از پزشکان طب گیاهی خریداری می‌شوند.
طبیب سنتی چینی قبل از انتخاب مخلوطی از گیاهان برای یک بیمار مبتلا، به‌طور معمول در مورد علائم پرس و جو می‌کند و به بررسی بیماری می‌پردازد؛ که این کار را اغلب با تمرکز بر پوست، مو، زبان، چشم، نبض و صدا به منظور تشخیص عدم تعادل در بدن انجام می‌دهد.

### تاریخچه گیاه‌درمانی چینی
فرهنگ‌های بومی در سراسر جهان به‌طور سنتی برای حفظ سلامت و درمان بیماری استفاده می‌شود. طب گیاهی چینی به بخشی از فرهنگ چین از ریشه‌های قبیله‌ای بر می‌گردد. ۲۰۰ سال قبل از میلاد، طب سنتی چین بصورتی پایدار و محکم تأسیس شد. و در قرن اول میلادی، یک لیست از گیاهان دارویی و فرمولاسیون‌های گیاهی مورد استفاده، تهیه شد و توسعه یافت.
کتاب چینی کلاسیک گیاهان دارویی در دوران فرمانروایی مینگ از سال ۱۱۵۲ تا ۱۵۷۸، توسط لی شی ژن (به انگلیسی: Li Shi-Zhen) نوشته شد. در این کتاب نزدیک به ۲٬۰۰۰ گیاه و عصاره ذکر شده‌است. در آخرین چاپ از کتاب فارماکوپیا (به انگلیسی: Pharmacopoeia) از جمهوری خلق چین در سال ۱۹۹۰، نام و کاربرد بیش از ۵۰۰ گیاه منفرد یا عصاره‌ها، و نزدیک به ۳۰۰ فرمولاسیون پیچیده آمده‌است.
همان‌طور که طب رایج از غرب به شرق گسترش یافته‌است، برخی از شیوه‌های پزشکی سنتی چین هم به عنوان فرهنگ عامه در نظر گرفته شده‌است. اما از سال ۱۹۴۹، دولت چین از استفاده سنت و طب غربی حمایت کرد. طب گیاهی چینی برای اولین بار در سال ۱۹۷۰ مورد توجه گسترده در ایالات متحده قرار گرفت. امروزه دست کم ۴۰ کشور، پزشکانش مجوز استفاده از طب شرقی را دارند. و در حدود ۵۰ دانشکده طب شرقی در ایالات متحده آمریکا تأسیس است.